# جيمس مكمان
جيمس مكمان هو سياسي كندي، ولد في 1 يوليو 1830 في كندا، وتوفي في 1909 في تورونتو في كندا. حزبياً، نشط في الحزب الليبرالي في أونتاريو ‏. وقد انتخب عضو برلمان مقاطعة أونتاريو.